# Alida de Graeff
Alida (Aeltje) de Graeff, vrijvrouwe van Jaarsveld, ook Alida van Veldhuyzen de Graeff genoemd (Den Haag, 7 maart 1651 - aldaar, 22 april 1738) was een dochter van Andries de Graeff, rekenmeester van de grafelijke domeinen van Holland en West-Friesland en Elisabeth Bicker van Swieten.

## Biografie
Alida de Graeff, afkomstig uit het Amsterdamse geslacht De Graeff, groeide op in Den Haag. Haar moeder Elisabeth overleed in 1656. In 1657 keerde zij samen met haar vader, haar broer Cornelis en zuster Arnoldina terug naar Amsterdam. Zij trouwde in 1678 te Maarssen met de Utrechtse regent Diederik (Theodorus) van Veldhuyzen, heer van Heemstede (1651-1716), lid en president van de Staten van Utrecht. Dit huwelijk bleef kinderloos.

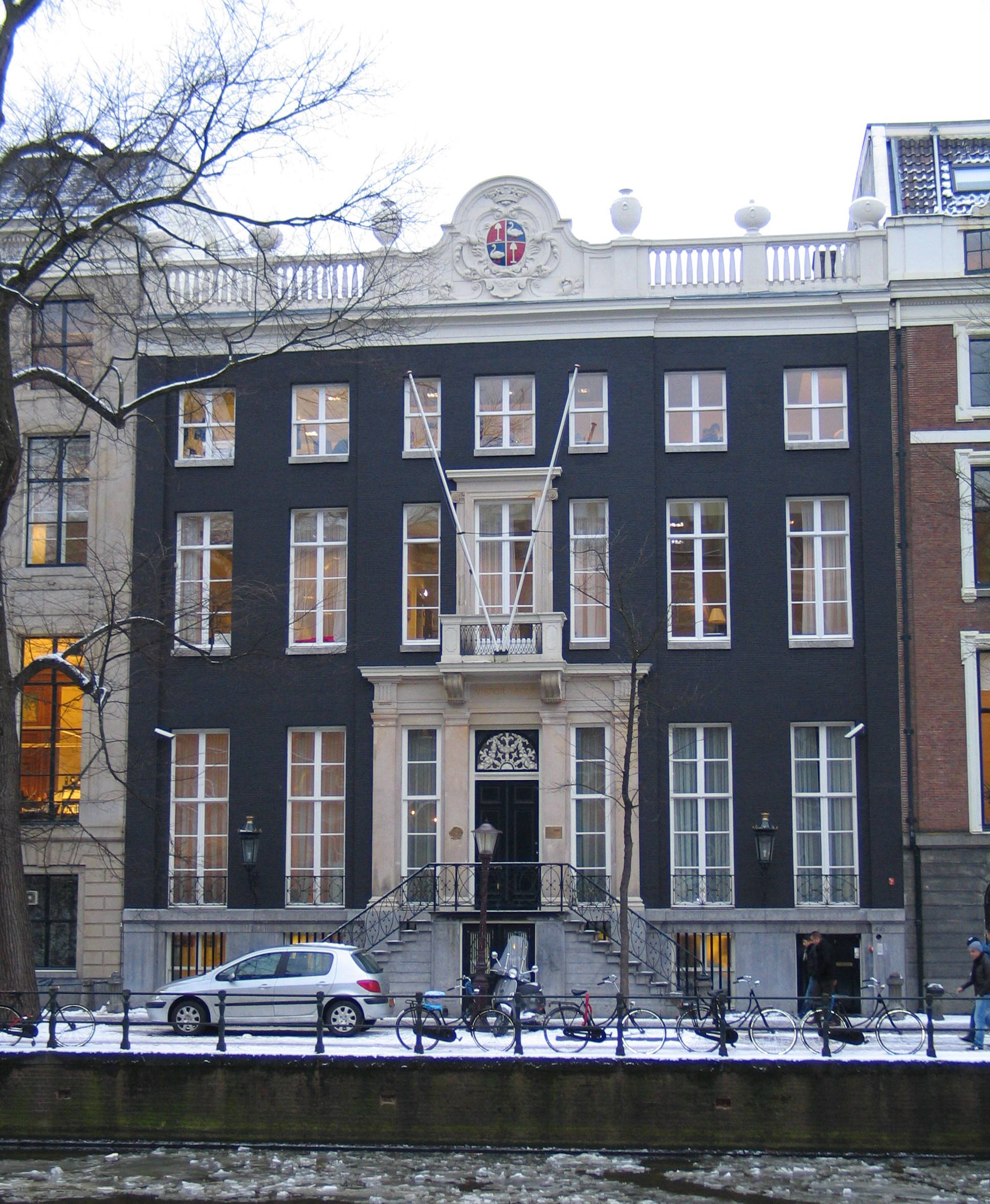
Herengracht 446, ooit in gebruik door Bank Teixeira de Mattos en tegenwoordig door Viktor & Rolf

In 1678 verkreeg Alida de Graeff het Huis van De Graeff, Herengracht 446, precies in het midden van de Gouden Bocht, uit de erfenis van haar jong overleden broer Cornelis. Alida had, sinds de moeilijkheden die haar vader ondervonden had, niet meer in de stad gewoond en liet haar deel van de inboedel overbrengen naar haar huis in Utrecht en later naar Den Haag. Het huis ‘De Graeff’ werd nu voor een halve eeuw een huurhuis.
In 1716, na het overlijden van haar echtgenoot, erfde Alida de Graeff de vrije en hoge heerlijkheid Jaarsveld.
Alida de Graeff overleed op 22 april 1738 in Den Haag. Haar grafkapel bevindt zich in Doopkapel in de Oude kerk te Amsterdam.
Naar haar overlijden verkocht Jacob de Fremery, executeur van het testament van Alida de Graeff, de hoge heerlijkheid van Jaarsveld aan Cornelis Johansz de Witt.
Tot de uitgebreide bezittingen van de kinderloze weduwe Alida de Graeff behoorde ook het huis ‘De Graeff’. Zij had het huis vermaakt aan haar petekind Alida Joanna de Graeff (1713-1757), dochter van Johan de Graeff. Dit nichtje was met haar zuster Jacoba Adriana en haar broer Gerrit de Graeff universeel erfgenaam van haar oudtante. De goederen werden op 24 april 1734 overgedragen.